# Propiciatorio
Propiciatorio es algo que tiene la virtud de hacer propicio o favorable, especialmente ante la divinidad (véase también apotropaico, exvoto y oblación). Una víctima propiciatoria es la víctima de un sacrificio efectuado con fines propiciatorios (véase también chivo expiatorio). Se aplica como adjetivo para calificar a templos (templo propiciatorio -como el de la Sagrada Familia de Barcelona-), santos (santo propiciatorio), imágenes (imagen propiciatoria) o reliquias (reliquia propiciatoria). También es una denominación que se emplea para designar al reclinatorio, el mueble utilizado para arrodillarse durante la oración o en determinados momentos de la misa.
En la Biblia (Éxodo 25:17-22) "propiciatorio" (propitiatorium en el latín de la Vulgata) es la denominación de una lámina cuadrada de oro que servía como tapa del arca de la alianza. En el hebreo original se denomina kappôreth (כפורת -"cubierta", "asiento sagrado" o "asiento de honor", u "obra de expiación"-); y en el griego de la Septuaginta se denomina hilasterion (ἱλαστηρίου). La raíz del término hebreo kapporeth o kaporet es la palabra kafar, que significa cubrir, aplacar o cancelar, redimir con el pago de un rescate (כפר kofer); de la que también deriva kipur, que significa expiación (como en Yom Kipur יוֹם כִּפּוּר -día de la expiación-).  
La propiciación es un concepto de la teología cristiana, traducido del término griego hilasterion (ἱλαστήριον), que significa literalmente "lo que expía o propicia", "el don que procura la propiciación" o "lugar o medio de reconciliación". Otra palabra griega, hilasmos (ἱλασμός), se usa para designar a Cristo, como propiciación del hombre. El DRAE recoge que "propiciación" es una acción agradable a Dios, con que se le mueve a piedad y misericordia; o un sacrificio que se ofrecía en la ley antigua para aplacar la justicia divina y tener a Dios propicio.

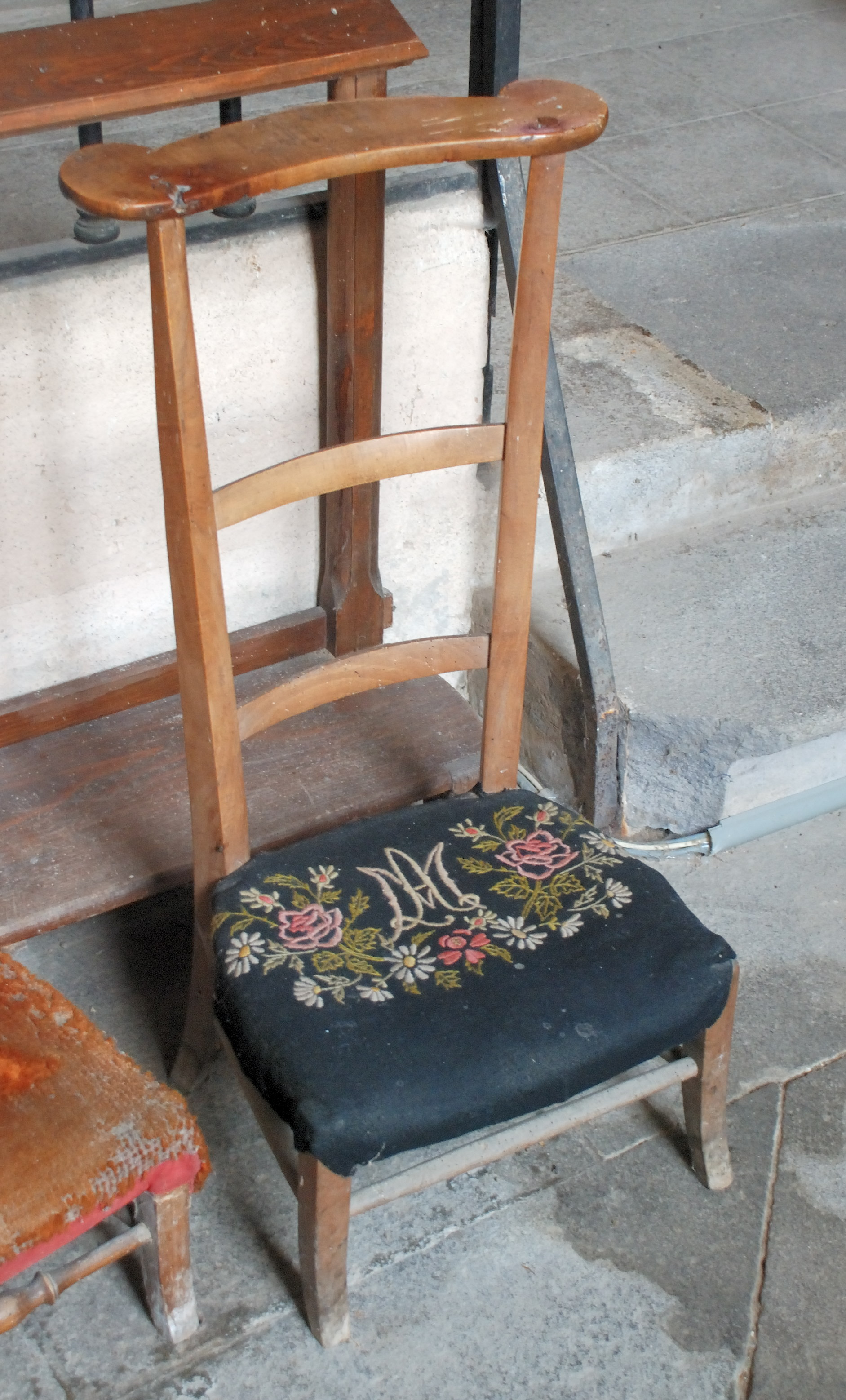
"Propiciatorio" o reclinatorio.
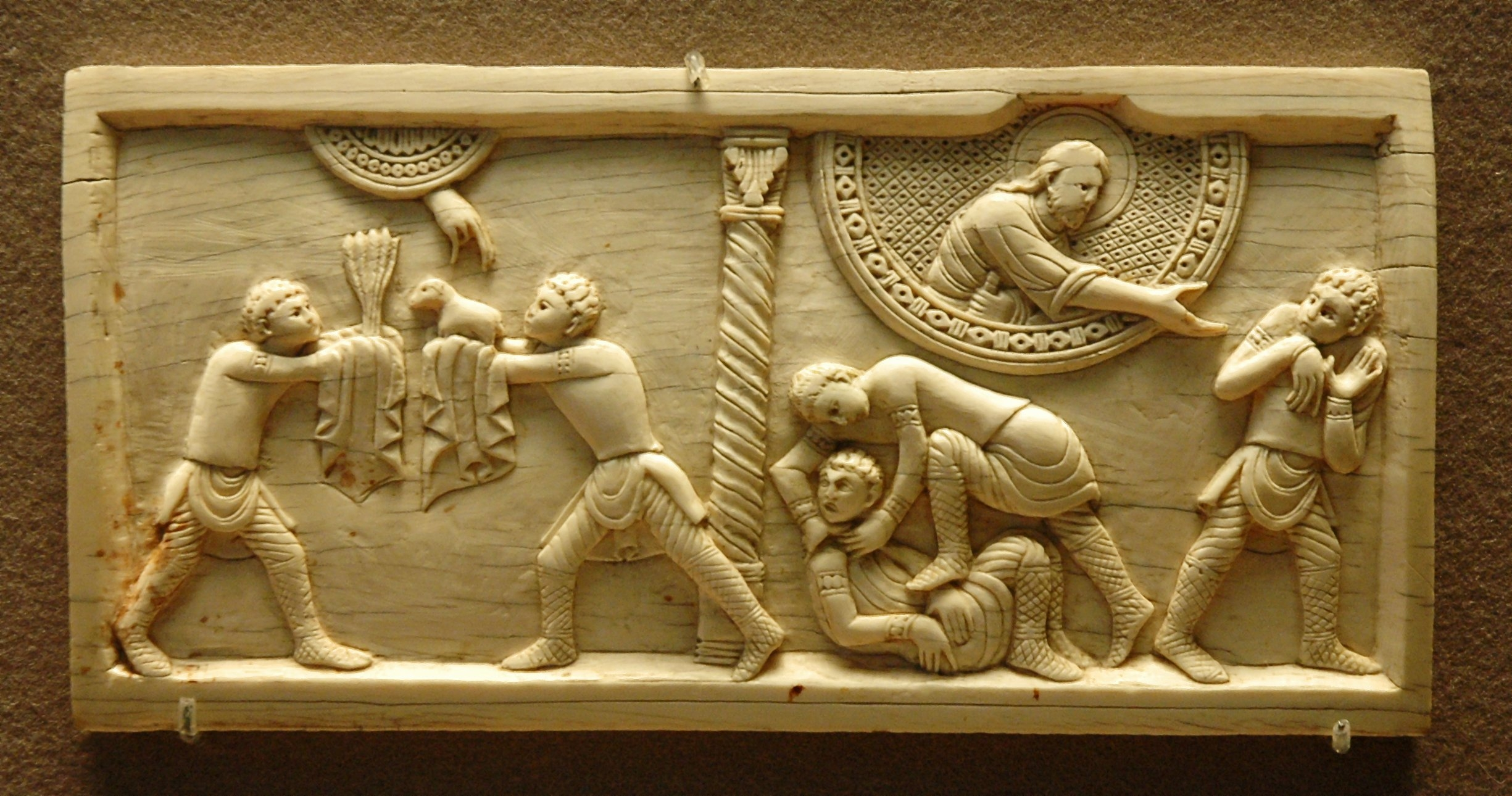
Caín y Abel haciendo sus sacrificios propiciatorios (Dios prefiere el de Abel); y Caín matando a Abel (escena interpretada como una prefiguración del sacrificio propiciatorio de Cristo, como otros sacrificios del Antiguo Testamento).
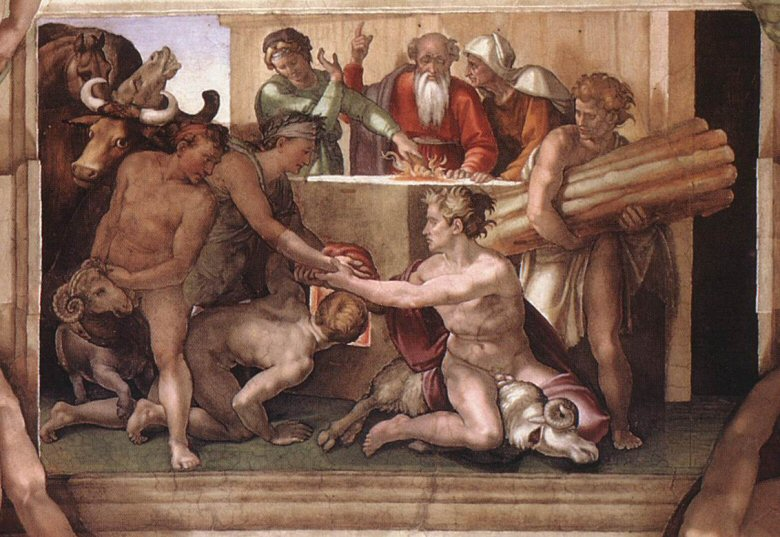
El Sacrificio de Noé, por Miguel Ángel.
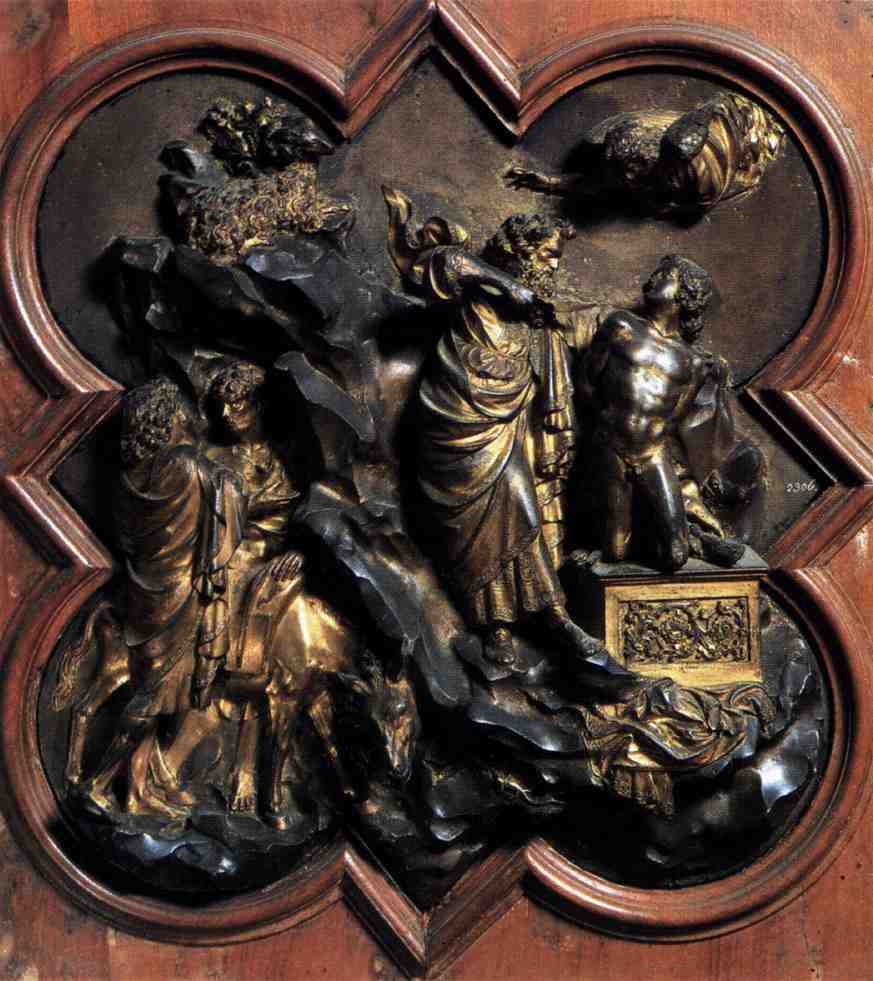
Sacrificio de Isaac, por Ghiberti.

## Propiciatorio bíblico
El propiciatorio del arca estaba labrado de una sola pieza de oro, con dos querubines en sus extremos que extendían sus alas por encima de él y lo cubrían. Se indica en el texto bíblico que sus rostros estaban uno frente del otro pero miraban hacia el propiciatorio.
Sobre el propiciatorio Dios le hablaba a Moisés. Allí se reconciliaban los pecados del pueblo por medio de sangre, que se rociaba sobre él (Levítico 16:14).
En el cristianismo se le da al propiciatorio el simbolismo de la persona de Jesús (Hebreos 9), quien cubre el arca que contiene las tablas de la ley indicando que es el único que la cumplió a cabalidad, que es Él el que da el pan del cielo, y la vara que -aun cuando estaba muerta- vuelve a la vida, reverdeciendo y dando fruto (su resurrección) (Números 17:8). La sangre rociada indica el sacrificio, volviendo el favor de Dios hacia el hombre. Los dos querubines que lo observan, significan que es probado y aceptado por su divinidad, y finalmente en Él, Dios se manifiesta al hombre que le busca.